# La Séauve-sur-Semène
La Séauve-sur-Semène is een gemeente in het Franse departement Haute-Loire (regio Auvergne-Rhône-Alpes). De plaats maakt deel uit van het arrondissement Yssingeaux. La Séauve-sur-Semène telde op 1 januari 2022 1.471 inwoners.

## Geografie
De oppervlakte van La Séauve-sur-Semène bedroeg op 1 januari 2022 7,86 vierkante kilometer; de bevolkingsdichtheid was toen 187,2 inwoners per km².

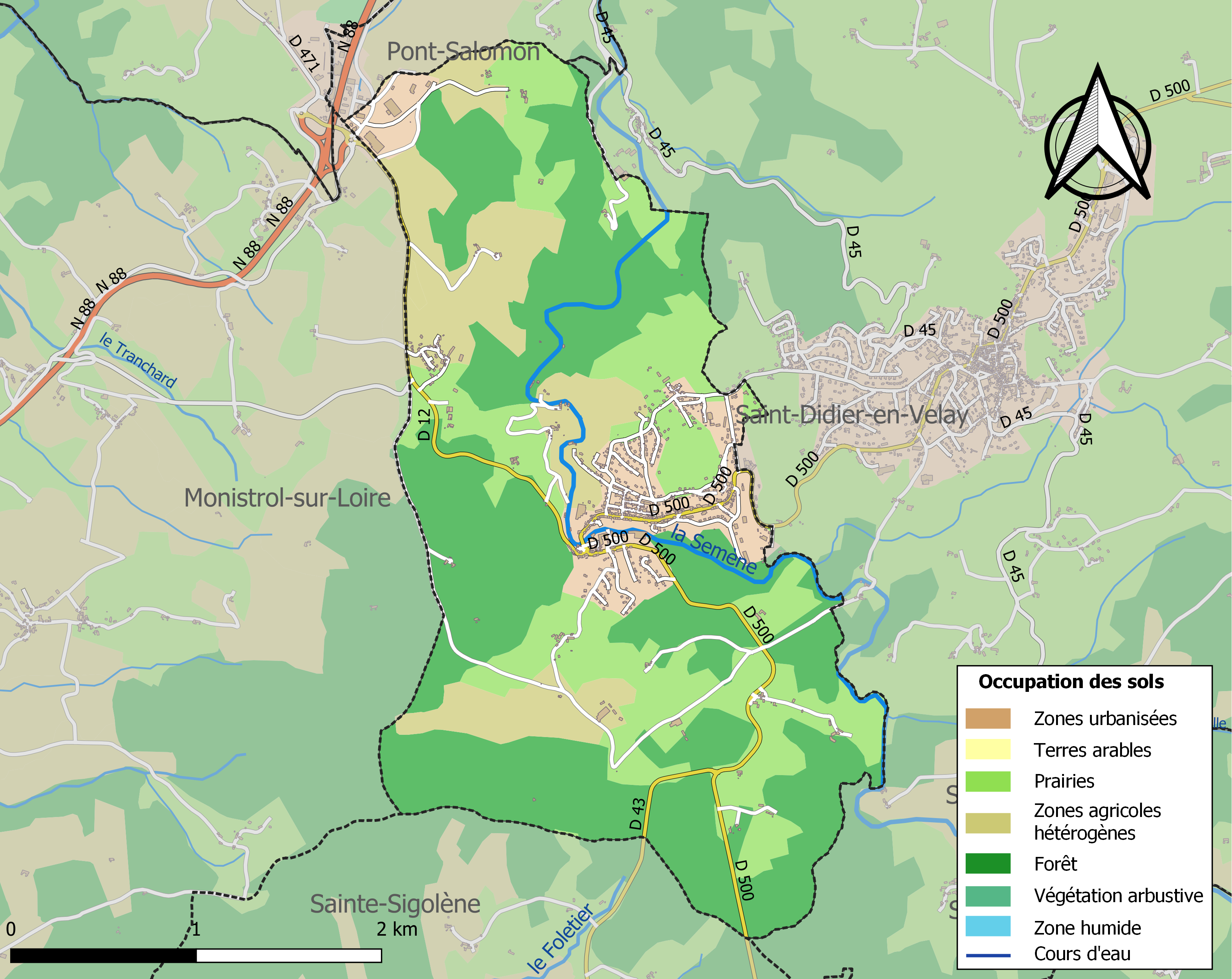
Kaart van de gemeente met de belangrijkste infrastructuur, bodemgebruik en omliggende gemeenten

## Demografie
Onderstaande figuur toont het verloop van het inwonertal (bron: INSEE-tellingen).